# Hohenmemmingen
Hohenmemmingen ist ein Stadtteil von Giengen an der Brenz im baden-württembergischen Landkreis Heidenheim.

## Geographie
In Hohenmemmingen liegen die Wüstungen Sparenweiler, Stulen und Weiler.

## Geschichte
Hohenmemmingen wurde erstmals um 800 im Codex Eberhardi des Klosters Fulda erwähnt.
Der Ort gehörte zur Herrschaft Staufen, die den Ort 1353 an die Grafen von Helfenstein verkauften. So gelangte der Ort an die Herrschaft Heidenheim und kam mit diesem 1504 an das Herzogtum Württemberg. Das Dorf gehörte schon früh zum Amt Heidenheim. In Hohenmemmingen wurde infolge der Zugehörigkeit zu Württemberg 1536 die Reformation eingeführt. Bei der Umsetzung der Verwaltungsgliederung im Königreich Württemberg kam Hohenmemmingen 1806 zunächst zum kurzlebigen Oberamt Giengen und 1809 wieder zum Oberamt Heidenheim. Die Verwaltungsreform vom 25. April 1938 während der NS-Zeit in Württemberg führte zur Zugehörigkeit zum neu gebildeten Landkreis Heidenheim. Nach dem Zweiten Weltkrieg geriet der Ort in die Amerikanische Besatzungszone und gehörte somit zum Land Württemberg-Baden, das 1952 im jetzigen Bundesland Baden-Württemberg aufging.
Die ehemals selbständige Gemeinde Hohenmemmingen kam im Rahmen der Gebietsreform am 15. März 1972 zur Stadt Giengen an der Brenz.

### Einwohnerentwicklung
- 1651: 0178 Einwohner
- 1733: 0435 Einwohner
- 1885: 0588 Einwohner
- 1900: 0648 Einwohner
- 1933: 0673 Einwohner
- 1950: 0943 Einwohner
- 1961: 1209 Einwohner
- 1970: 1398 Einwohner
- 1972: 1380 Einwohner

## Sehenswürdigkeiten
- Evangelischen Martinskirche, mit romanischem Kirchturm aus der Zeit um 1100

## Bildung
- Grundschule

## Söhne des Ortes
- Esaias Edelmann (1597–1643), Pfarrer
- Johann David Späth (1726–1800), Orgelbauer
- Christian Ehrlinger (1884–1970), Bürgermeister von Giengen